# Robert Smythe Hichens
Robert Smythe Hichens (Speldhurst, 14 de novembro de 1864 – Zurique, 20 de julho de 1950) foi um jornalista, romancista, letrista musical, contista, crítico musical inglês e colaborou em peças de sucesso. Ele é mais lembrado como um satirista dos "Naughty Nineties".

## Biografia
Hichens nasceu em Speldhurst, em Kent, é o filho mais velho do Rev. Frederick Harrison Hichens e sua esposa Abigail Elizabeth Smythe. Ele foi escolarizado no Clifton College, o Royal College of Music e desde cedo teve o desejo de ser músico. Mais tarde, ele se tornaria crítico musical no The World, substituindo George Bernard Shaw. Ele estudou na London School of Journalism. Hichens era um grande viajante. O Egito era um dos seus destinos favoritos – foi lá pela primeira vez no início da década de 1890 para tratar da sua saúde. Durante a maior parte de sua vida posterior, ele viveu fora da Inglaterra, na Suíça e na Riviera. Hichens era homossexual; ele nunca se casou.
O primeiro romance de Hichens, The Coastguard's Secret (1886), foi escrito quando ele tinha apenas dezessete anos. Ele se tornou conhecido entre o público leitor com The Green Carnation (1894), uma sátira dos amigos de Hichens , Oscar Wilde e Lord Alfred Douglas; como a obra deixou claro que Wilde era homossexual, foi retirada da publicação em 1895, mas não antes de ajudar a preparar o cenário para a desgraça e queda pública de Wilde.
Hichens também era amigo de vários outros escritores, incluindo EF Benson e Reggie Turner, bem como da compositora Maude Valérie White.

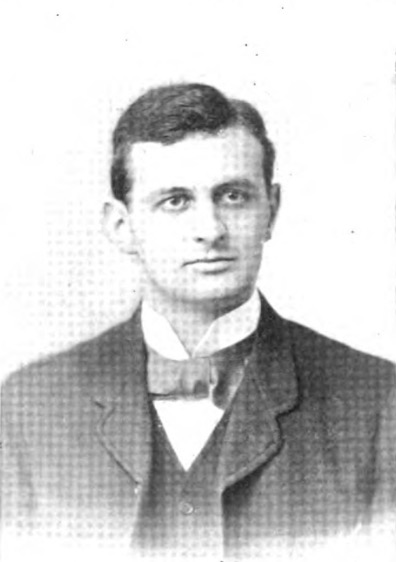
Hichens na edição de agosto-setembro de 1895 de The Bookman

O primeiro grande sucesso de Hichens foi Um Homem Imaginativo (1895); ambientado na cidade do Cairo, Egito, um lugar que fascinou Hichens, é um estudo sobre a insanidade, no qual o herói se torna perigosamente obcecado pela Grande Esfinge. Outras ficções iniciais incluem The Folly of Eustace (1896), uma coleção de histórias incluindo algumas sobrenaturais; Flames (1897), uma história que lembra Dr. Jekyll e Mr. Hyde; The Londoners (1898), uma sátira sobre a decadente Londres; The Slave (1899), uma fantasia sobre uma esmeralda incrível; Tongues of Conscience (1900), uma coleção de cinco histórias de terror incluindo "How Love Came to Professor Guildea" (esta história é sobre uma visitação sobrenatural e é considerada por alguns como a melhor ficção de Hichens – é frequentemente antologada). "How Love Came to Professor Guildea" não foi bem recebido inicialmente, com Frederic Taber Cooper chamando a história de "um pedaço horrível de morbidez" e Edmund Wilson descartando a história como "lixo". As críticas posteriores à história foram mais positivas; JA Cuddon chamou-a de "excelente" e comparou-a com "O Horla" de Guy de Maupassant e "The Beckoning Fair One" de Oliver Onions. Brian Stableford descreveu a história como uma "autêntica obra-prima da ficção de terror", ason Colavito a chamou de "possivelmente uma das maiores histórias de sua época".
Felix (1902), de Hichens, é um dos primeiros tratamentos ficcionais sobre o vício em morfina hipodérmica, enquanto The Garden of Allah (1904) vendeu bem internacionalmente, e foi transformado em filme três vezes.
Hichens publicou suas memórias em 1947, Yesterday.

## Obras publicadas

### Romances
- 1886: The Coast Guard's Secret (em inglês)

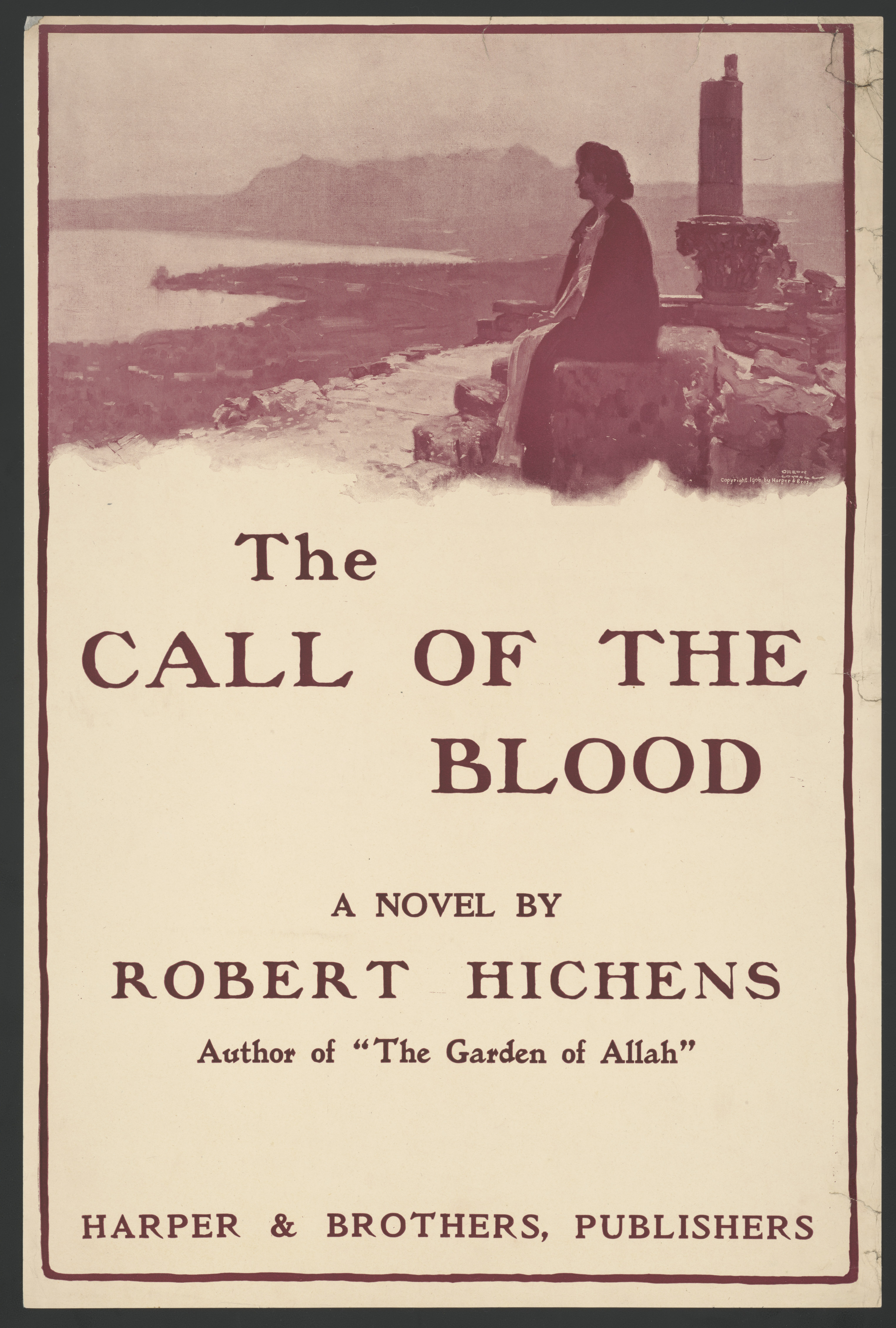
Capa da primeira edição de The Call of the Blood (1906)

- The Green Carnation (publicado anonimamente, 1894; republicado, 1949) – disponível no  Wikisource
- 1895: An Imaginative Man (em inglês)
- 1896:The Collaborators (em inglês)
- 1897: Flames (em inglês)
- 1898: The Londoners (em inglês)
- 1899: The Slave (em inglês)
- 1901: The Prophet of Berkeley Square (em inglês)
- 1902: Felix (em inglês)
- 1904: The Garden of Allah (em inglês), apresentado elaboradamente como uma peça de teatro em Nova Iorque e filmado três vezes: em 1916, 1927 (com Alice Terry) e 1936 (uma das primeiras trilhas em Technicolor, com Marlene Dietrich e Charles Boyer)
- 1904: The Woman with the Fan (em inglês)
- 1906: The Call of the Blood (em inglês)
- 1907: Barbary Sheep (em inglês)
- 1908: A Spirit in Prison (em inglês)
- 1909: Bella Donna (em inglês), na qual Alla Nazimova estrelou na Broadway em 1912, filmado em 1915, em 1923 com Pola Negri e em 1934 com Mary Ellis e Conrad Veidt.
- 1911: The Fruitful Vine (em inglês)
- 1911: The Dweller on the Threshold (em inglês)
- 1913: The Way of Ambition (em inglês)
- 1917: In the Wilderness (em inglês)
- 1919: Snake-Bite (em inglês)
- 1919: Mrs. Marden (em inglês)
- 1921: Spirit of the Time (em inglês)
- 1922: December Love (em inglês)
- 1924: The Last Time (em inglês)
- 1924: After the Verdict (em inglês)
- 1930: The Bracelet (em inglês)
- 1931: The First Lady Brendon (em inglês)
- 1932: Mortimer Brice (em inglês)
- 1933: The Paradine Case (em inglês) – versão cinematográfica dirigido por Alfred Hitchcock em 1947
- 1934: The Power To Kill (em inglês)
- 1936: The Pyramid (em inglês)
- 1936: The Sixth of October (em inglês)
- 1937: Daniel Airlie (em inglês)
- 1938: Secret Information (em inglês)
- 1938: The Journey Up (em inglês)
- 1939: That Which Is Hidden (em inglês)
- 1940: The Million (em inglês)
- 1942: A New Way of Life (em inglês)
- 1943: Veils (em inglês)
- 1945: Harps in the Wind (em inglês)
- 1950: Beneath the Magic (em inglês)

### Coletâneas
- 1896: The Folly of Eustace: And Other Stories (em inglês)
- 1897: Bye-Ways (em inglês)
- 1898-1900: Tongues of Conscience (em inglês)
- 1905: The Black Spaniel: And Other Stories (em inglês)
- 1919: Snake-Bite: And Other Stories (em inglês)
- 1935: The Afterglow and Other Stories (em inglês)
- 2001: The Return of the Soul and Other Stories (em inglês; ed. ST Joshi)

### Não-ficção
- 1910: The Spell of Egypt (em inglês)
- 1947: Yesterday (em inglês)

### Antologias contendo histórias de Hichens
- 1928: Great Short Stories of Detection, Mystery and Horror 1st Series (em inglês)
- 1957: Alfred Hitchcock Presents (em inglês)
- 1966: The 2nd Fontana Book of Great Ghost Stories (em inglês)
- 1966: Medley Macabre (em inglês)
- 1984: Black Water (em inglês)
- 1992: I Shudder at Your Touch (em inglês)
- 1993: 4 Classic Ghostly Tales (em inglês)

### Peças de teatro
- 1900: "How Love Camte to Professor Guildea" (em inglês)
- "Demetriadi's Dream" (em inglês)

## Filmografia
- Bella Donna, dirigido por Edwin S. Porter e Hugh Ford (1915, baseado no romance Bella Donna)
- The Garden of Allah, dirigido por Colin Campbell (1916, baseado no romance The Garden of Allah)
- Barbary Sheep, dirigido por Maurice Tourneur (1917, baseado no romance Barbary Sheep)
- Flames, dirigido por Maurice Elvey (Reino Unido, 1917, baseado no romance Flames)
- The Slave, dirigido por Arrigo Bocchi (Reino Unido, 1918, baseado no romance The Slave)
- Hidden Lives, dirigido por Maurits Binger e BE Doxat-Pratt (Holanda, 1920, baseado em uma peça de Robert Hichens e John Knittel)
- The Call of the Blood, dirigido por Louis Mercanton (França, 1920, baseado no romance The Call of the Blood)
- The Woman with the Fan, dirigido por René Plaissetty (Reino Unido, 1921, baseado no romance The Woman with the Fan)
- The Fruitful Vine, dirigido por Maurice Elvey (Reino Unido, 1921, baseado no romance The Fruitful Vine)
- The Voice from the Minaret, dirigido por Frank Lloyd (1923, baseado na peça The Voice from the Minaret)
- Bella Donna, dirigido por George Fitzmaurice (1923, baseado no romance Bella Donna)
- The Lady Who Lied, dirigido por Edwin Carewe (1925, baseado na história The Lady Who Lied)
- The Garden of Allah, dirigido por Rex Ingram (1927, baseado no romance The Garden of Allah)
- After the Verdict, dirigido por Henrik Galeen (Reino Unido, 1929, baseado no romance After the Verdict)
- Bella Donna, dirigido por Robert Milton (Reino Unido, 1934, baseado no romance Bella Donna)
- The Garden of Allah, dirigido por Richard Boleslawski (1936, baseado no romance The Garden of Allah)
- Temptation, dirigido por Irving Pichel (1946, baseado no romance Bella Donna)
- The Paradine Case, dirigido por Alfred Hitchcock (1947, baseado no romance The Paradine Case)
- Call of the Blood, dirigido por John Clements e Ladislao Vajda (Reino Unido, 1948, baseado no romance Call of the Blood)